# Nightmare (groupe)
Pour les articles homonymes, voir Nightmare.
Nightmare (ナイトメア, Naitomea) est un groupe de rock visual kei japonais, originaire de Sendai. Il se compose de Sakito et Hitsugi à la guitare, Yomi au chant, Ni~ya à la basse, et Ruka à la batterie. Ils participent aux premiers génériques de début et de fin de la série d'animation japonaise Death Note (avec respectivement les chansons The World et Alumina), avant qu'elles ne soient remplacées plus tard (épisode 20) par les musiques du groupe de punk japonais Maximum the Hormone. Ils participent également au générique de début de Claymore (intitulé Raison d'être) mais aussi à celui de Majin Tantei Nōgami Neuro. Ils font aussi une apparition dans le film 20th Century Boys où ils interprètent AI Rock Yu lors du concert de l'amitié.

## Biographie

### Formation etUltimate Circus(2000–2003)
Nightmare est lancé le 1er janvier 2000, par Sakito et Hitsugi, tandis que les futurs membres du groupe sont au lycée. Le nom de groupe est attribué par Hitsugi, expliquant qu'il souhaitait un nom de groupe effrayant dans les styles visuels. Peu après, Ni~ya est invité par Sakito, Yomi par Hitsugi, et Zannin se joint à eux après les avoir entendu parler de la formation du groupe. Les membres sont tous influencés par X Japan ou Luna Sea, et se lancent par conséquent comme un groupe de reprises, avant de composer leurs propres chansons.
Tandis que le groupe se popularise dans de petits concerts locaux organisés dans la région de Sendai, Zannin quitte le groupe pour des raisons encore inconnues. Finalement, Ruka (ex-membre de Luinspear) se joint d'abord comme membre temporaire, mais devient rapidement batteur à plein temps pour une courte durée. À l'arrivée officielle de Ruka dans Nightmare, la formation du groupe ne changera plus. Peu après, ils participent à des concerts aux côtés d'autres groupes. En 2003, Nightmare signe avec le label Nippon Crown et fait paraître son premier singe Believe. Trois mois après leur formation, ils font paraître un single triple A-side, Akane/Hate/Over. Plus tard, ils font paraître leur premier album studio, Ultimate Circus et organisent leur première tournée.

### LividetAnima(2004–2006)
En 2004, Nightmare fait paraître trois singles ; Varuna, Tokyo Shounen, et Cyan, ainsi qu'un nouvel album studio, Livid. Nightmare part une fois de plus en tournée dans tout le Japon sous le nom de Tour CPU 2004. De 2005 à 2006, Nightmare continue à travailler, fait paraître d'autres singles et un troisième album studio en 2006, intitulé Anima ; ils organisent la tournée [Anima]lism à guichet fermé. En 2006, ils enregistrent un live au NHK Hall intitulé Gianism Tsu. Avec déjà trois albums et de nombreuses tournées, Nightmare fait paraître un album composé de leurs meilleures chansons.

### The World RuleretKiller Show(2007–2008)
En octobre 2006, Nightmare fait paraître The World/Alumina, le premier single commercialisé sur leur propre label discographique, VAP. Ces deux chansons sont utilisées dans les génériques d'ouverture et de fin, respectivement, de l'anime Death Note. Le 27 février 2007, ils font paraître leur quatrième album, The World Ruler et partent en tournée pendant trois mois dans tout le Japon. Ils font paraître un autre single, "Raison d'être" (utilisé comme générique d'ouverture dans l'anime Claymore), à peine un mois après la fin de leur tourné. En juin 2007, ils organisent un concert de trois jours appelé The World Ruler Encore.
Le 23 septembre 2007, ils jouent au Nippon Budokan pour la toute première fois. Le concert est appelé Kyokuto Symphony ~The Five Stars Night~ et tous les tickets sont vendus en l'espace de deux semaines. Ils font paraître deux autres singles, Konoha le 3 octobre 2007, et Dirty (qui devient le générique d'ouverture dans l'anime Majin Tantei Nougami Neuro) sorti le 7 novembre. Ils finissent l'année 2007 avec la tournée Dirty Influence Tour dans plusieurs villes sélectionnées au Japon.
2008 débute avec la sortie de deux nouveaux albums. Le premier, Nightmare 2003-2005 Single Collection, paraît sur leur ancien label, Nippon Crown, et se compose de leurs meilleures chansons. Le second, Kyokuto Symphony ~The Five Stars Night~ @Budokan, est leur premier album live, enregistré lors de leur tournée l'année dernière. En mars, ils organisent la tournée 2008 Zepp Tour Six Point Killer Show, et font paraître un single intitulé White Room. White Room est mis en ligne par le groupe sur Internet en téléchargement gratuit pendant une courte période. Le 21 mai 2008, ils font paraître leur cinquième album studio intitulé Killer Show, leur troisième en l'espace d'un an. À la suite de cela, ils organisent une nouvelle tournée. Un autre single, Lost in Blue est commercialisé le 17 novembre. Il est utilisé comme thème d'ouverture pour l'anime Mōryō no Hako et une autre de leurs chansons, Naked Love, est utilisée comme thème de fin.

### Majestical Paradeet10eanniversaire(2009–2010)
Nightmare démarre 2009 avec une tournée de deux jours nommée « le neuvième nouveau départ » et annonce la sortie de leur album Majestical Parade. L'une des chansons issues de l'album, Melody, est mis en ligne brièvement le 29 avril 2009 sur Dwango. Majestical Parade est commercialisé le Japon le 13 mai 2009 et le groupe organise le Nightmare Live House Tour 2009 Parade of Nine, une tournée non-stop de neuf dates avec un concert à Toyama le 31 mai 2009. Pendant ce temps, Nightmare collabore avec la société de partage vidéo Nico Nico la diffusion d'un concert en live le 17 mai sur Nico Nico Live. Le concert dure 19 minutes et 34 secondes. La tournée suivante, Nightmare Tour 2009 Parade ~ Start of [X]pest Eve~ débute en juin. La tournée s'achève avec une apparition au Nippon Budokan le 29 août 2009. Ils font paraître leur vingtième single, Rem, le 22 septembre.
2010 marque le dixième anniversaire du groupe. Pour cette célébration, Nightmare se déroule lors d'un concert au Zepp Sendai et fait paraître Gianizm le lendemain. Il suit d'une première performance à la Saitama Super Arena le 9 janvier. Le concert est appelé Nightmare 10th Anniversary Special Act. Vol.1 [Gianizm] et la mixset se compose de 27 chansons, dont toutes les chansons de leur nouvel album. La tournée promotionnelle Request of Gianizm débute en avril et se termine le 23 juin. Toujours pour leur célébration, ils organisent de nombreuses tournées. En juillet, ils lancent la tournée Nightmare 10th Anniversary Special Act. Vol.2: Re:Start of Tell(All)ism, qui débute à Saitama et se termine à Sendai. La dernière date se termine au Nippon Budokan. Entretemps, ils font paraître un second album best-of inttiulé Historical ~The Highest Nightmare~.

### NightmareetScums(depuis 2011)
Après un décompte paru sur leur site web officiel, Nightmare annonce un concert surprise appelé Publish! au Shinkiba Studio Coast. Cependant, à cause du Séisme de la côte Pacifique du Tōhoku survenu le 11 mars, le concert est décalé au 30 mars et renommé Publish & Recover!. Ils annoncent également la sortie d'un nouveau single pour le 30 mars, intitulé Vermilion au label Avex Entertainment. Ils organisent leur tournée Time Rewind to Zero le 15 avril 2011. Leur dernière date se déroule le 27 mai au Tokyo Kokusai Forum Hall A. Leur single Sleeper est commercialisé le 7 septembre, en collaboration avec la société GemCerey. En 2012, ils font paraître un single, Halloween Party, et une piste instrumentale non-titrée. Le single est commercialisé le 17 octobre 2012 et suit d'une brève tournée au Kobe World Memorial Hall.
Leur album éponyme, Nightmare, est commercialisé le 23 mars 2011, suivi d'une tournée de trois mois appelée Nightmare Tour 2011-2012 Nightmarish Reality. Après la tournée, ils font paraître Mimic le 29 février 2012. Entre juillet et août 2012, Nightmare participe à une tournée avec le groupe visual kei Baroque, au Natural Born Errors: Nightmare vs. Baroque. Ils participent également à la tournée de Little.Hearts, My Little Hearts. Special Edition Vol.4 aux côtés d'autres groupes de visual kei. Le 24e single, Deus ex Machina, est commercialisé le 28 novembre 2012.
Le 30 janvier 2013, le groupe fait paraître un nouvel album intitulé Scums. L'album contient les singles Mimic et Deus ex Machina, ainsi que 12 autres chansons. Il s'ensuit une tournée nationale de 19 dates le 10 février intitulée Beautiful Scums. La tournée se termine le 20 avril 2013 au théâtre Hibiya Kokaido. Nightmare fait sa toute première apparition à la Japan Expo de Paris, en France. Ils y jouent avec May'n, Una, et Urbangarde le 6 juillet 2013. Leur nouveau single Dizzy, est commercialisé le 21 août 2013.

## Style musical
Le concept du groupe Nightmare est le « giantizm », et ce mot est souvent utilisé dans leurs chansons. Giantizm est dérivé d'un personnage de l'anime Doraemon, Gian (Géant, en français). Son slogan est ce qui est à toi m'appartient, ce qui est à moi m'appartient (Omae no mono wa ore no mono. Ore no mono wa ore no mono.). Par accident, cela forme le nom des deux albums 'best of' sur lesquels Nightmare a réédité ses chansons indépendantes. Le groupe s'aventure souvent dans de nouveaux genres ou styles, comme le démontre leur album Scums, sorti en 2013, dans lequel ils ajoutent des éléments d'electronica et de dubstep, ou les chansons Masquerade et Konoha dans lesquelles ils expérimentent du ska et du reggae. Ils mélangent également souvent gothique/hard rock et pop ou jazz.

## Discographie

### Albums studio
- 2003 : Omae no mono wa ore no mono
- 2003 : Ore no mono wa ore no mono
- 2003 : Ultimate Circus
- 2004 : Libido (Livid)
- 2006 : Anima
- 2007 : The WORLD Ruler
- 2008 : Killer Show
- 2009 : Majestical Parade
- 2011 : Nightmare
- 2013 : Scums
- 2014 : To Be Or Not To Be
- 2015 : Carpe Diem
- 2022 : NOX:LUX

### Best-of
- 2006 : Djaïnism : Nightmare kuse ni namaiki dazo
- 2008 : Nightmare 2003-2005 Single Collection
- 2010 : GIANIZM
- 2010 : Historical ～The highest NIGHTMARE～ 2CDs

### DVD et Blu-ray (live)
- 2004 : Ultimate Circus Finale
- 2005 : TOUR CPU 2004GHz 〜LIVE at NAKANO SUNPLAZA〜
- 2005 : Tenka Dai Bôsô
- 2006 : TOUR 【anima】lism at Zepp Tokyo
- 2007 : TOUR 2006 【Jaianizumu-tsū】@NHK HALL
- 2007 : VISION OF the WORLD RULER at Tôkyô International Forum Hall A
- 2008 : Kyokutou Symphony ~the Five Stars Night~ @BUDOKAN
- 2008 : NIGHTMARE 「TOUR 2008 Grand killer show @Tôkyô International Forum Hall A 」
- 2009 : PARADE TOUR FINAL “MAJESTIC” @BUDOKAN
- 2010 : NIGHTMARE 10th anniversary special act vol.1 GIANIZM 〜Tenma Fukumetsu〜
- 2012 : NIGHTMARE TOUR 2011-2012 Nightmarish reality TOUR FINAL BUDOKAN
- 2013 : NIGHTMARE TOUR 2013「beautiful SCUMS」